# Cerapteryx juncta
Cerapteryx juncta là một loài bướm đêm trong họ Noctuidae.